# Edeldruckverfahren

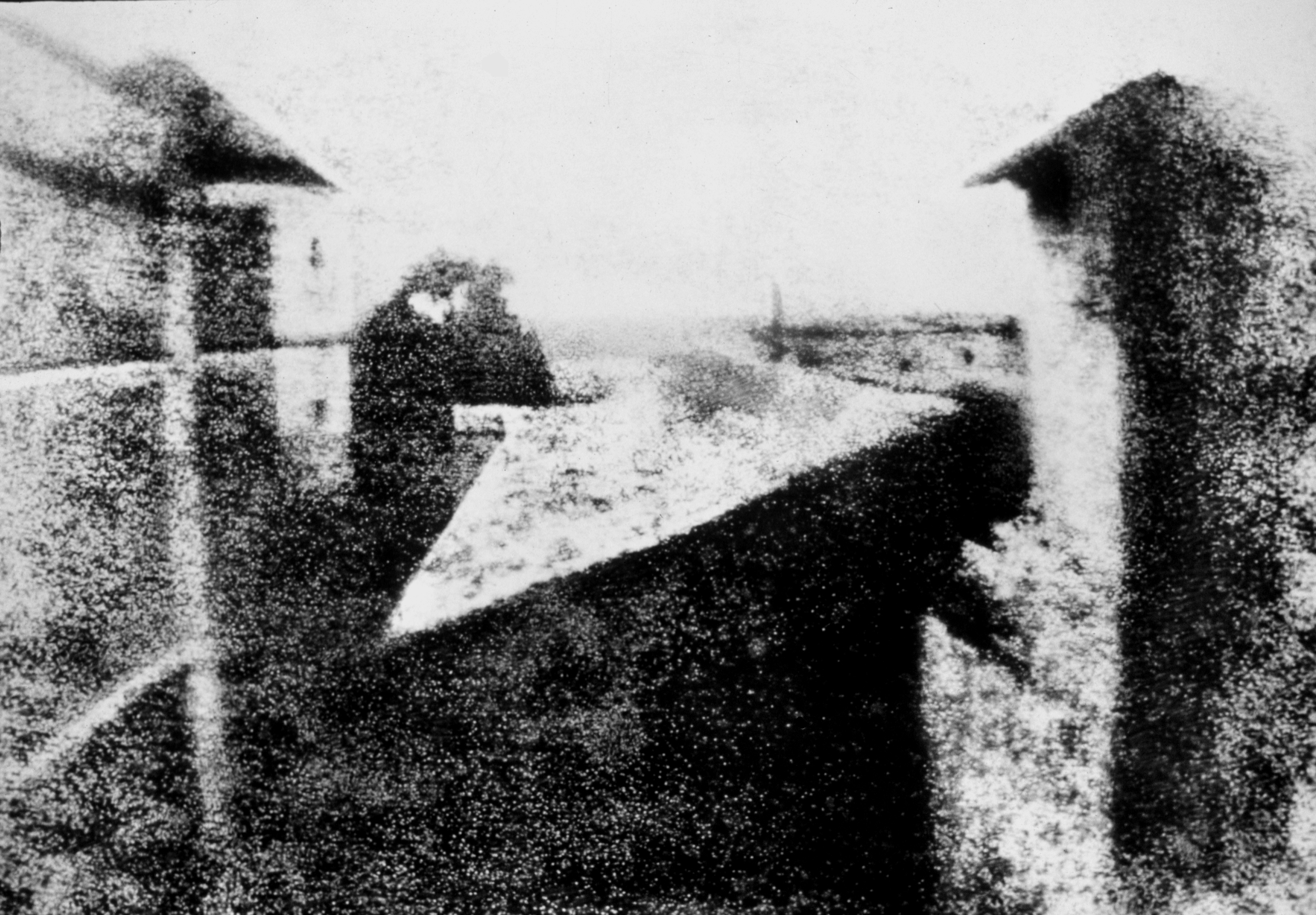
Joseph Nicéphore Niépce: „Blick aus dem Fenster von Le Gras“
Die älteste erhaltene Fotografie, aufgenommen 1826 im Asphaltverfahren (Heliografie bzw. Niepcotypie)

Der Oberbegriff Edeldruckverfahren wird vorwiegend in der künstlerischen Fotografie und Druckgrafik verwendet und umfasst alle manuell ausgeführten fotochemischen Verfahren zur Herstellung des Druckstockes und zur Vervielfältigung auf Papier oder Glas mit lichtempfindlichen Chemikalien.
Als fotografisches Verfahren wird dabei die Gesamtheit aller chemischen Techniken in der Fotografie bezeichnet, mit denen ein fotografisches Bild auf einem Trägermaterial (zum Beispiel Papier, Glas, Zelluloid, Leinwand) in der darauf aufgebrachten Fotoemulsion erzeugt wird.

## Begriffsgeschichte
Im 19. und zu Beginn des 20. Jahrhunderts wurden eine Vielzahl von Techniken und Verfahren zur Vervielfältigung in der Fotografie und der Drucktechnik entwickelt. Sie bildeten die Grundlage für die heutigen Drucktechniken und bildgebenden Verfahren.
Diese Methoden werden heute von Künstlern und Künstlerfotografen weiterhin verwendet und in Abgrenzung zu den industriell genutzten Verfahren als Edeldruckverfahren bezeichnet. Ursprünglich bezeichnete der Begriff Edeldruck nur die Positiv-Verfahren auf Papier.

## Verfahrensarten
Grundsätzlich wird unterschieden zwischen Positiv-, Negativ- und Direktpositiv-Verfahren. Nach den verwendeten lichtempfindlichen Chemikalien kann man die Techniken wie folgt gruppieren:

### Chromgelatineverfahren

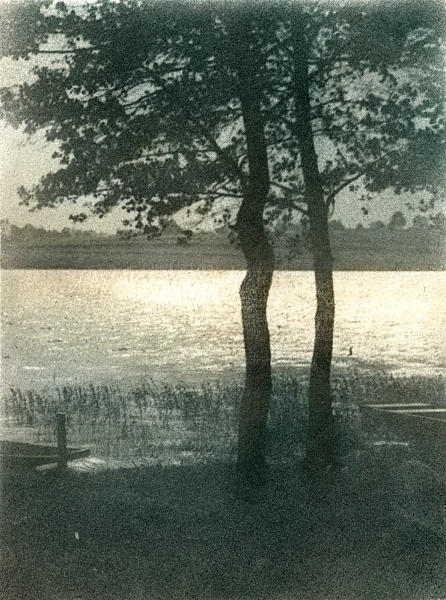
Josef Jindřich Šechtl: Der See Jordán in Tábor, um 1920
Bromöldruck

Hier beruht das chemische Prinzip auf der Gerbung von Gelatine (oder anderer Kolloide) unter Lichteinwirkung, die mit Ammoniumdichromat oder Kaliumdichromat (Chromatverfahren) versetzt sind.
Die gegerbte Gelatine …
- … ist selbst Farbschicht durch eingelagerte Pigmente oder farbgebende Substanzen
  - Gummidruck (Gummibichromatverfahren) – 1858
  - Höchheimer Gummidruck, publiziert vor 1914 von Alfred Höchheimer
  - Kombinationsgummidruck
  - Pigmentdruck = Kohledruck auch Gummipigmentdruck – 1864
  - Leimdruck mit Fischleim als Kolloid, 1915 von Heinrich Kühn entwickelt

- … wird nach Belichtung und Auswaschen mit Fettfarbe eingefärbt. Frisch eingefärbt wird sie auch als Farbträger für einen Umdruck (Transferverfahren) verwendet
  - Bromöldruck – 1902
  - als Transferverfahren: Bromölumdruck – 1902
  - Öldruck = Ölpigmentdruck
  - als Transferverfahren: Ölumdruck = Bromöl-Transferdruck – 1866
  - Transferverfahren: Lichtdruck = Phototypie – 1870
  - Transferverfahren: Carbrodruck – 1873

- … bildet den Säureschutz der Platte beim Ätzvorgang bei der Kupfer-Ätzung für den Tiefdruck
  - Heliogravüre = Fotogravüre auch Fotogravure, Klicotypie, Sonnendruck – 1879
  - Gummigravüre, von Heinrich Kühn 1911 erfundenes Verfahren, das Heliogravüre und Gummidruck kombiniert

- … wird galvanisch in Kupfer abgeformt und auf diese Weise in einen Druckstock übertragen
  - Photogalvanographie – 1854 = als Dallastypie seit 1873
  - Pigment-Gravüre

- … wird durch Einpressen in Blei abgeformt und auf diese Weise in einen Druckstock übertragen
  - Woodburytypie = Photoglyptie – 1864

### Asphaltverfahren
Bei den Asphaltverfahren beruht die fotografische Verwendung auf der Lichtempfindlichkeit von Asphalt, der unter Lichteinwirkung aushärtet. Durch Abbürsten oder Ablösen der unbelichteten Stellen mit Öl entsteht ein Bild. Joseph Niépce hatte so 1822 die erste Fotografie hergestellt. Die älteste erhaltene Fotografie stammt aus dem Jahr 1826 (siehe Abb.).
- Heliographie =Niepcotypie – 1822
- Fotolithografie (eine industrielle High-Tech-Weiterentwicklung, die jedoch auch künstlerisch verwendet wird)
- Photochromdruck – ein hochwertiges Flachdruckverfahren, bei dem eine fotografische Vorlage auf einen mit Asphalt behandelten Lithostein übertragen wird

### Halogensilberprozesse

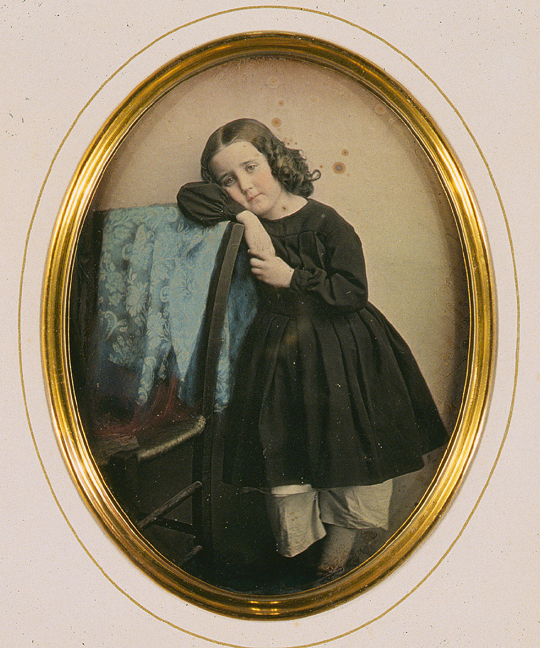
Handkolorierte Daguerreotypie aus dem Jahr 1850 von J. Garnier

Halogensilberprozesse mit Brom-, Iod-, Chlor- oder Fluor-Verbindungen wurden in der Mitte des 19. Jahrhunderts entwickelt. Sie finden noch heute in den fotografischen Papieren Verwendung. Bromsilberpapiere sind für Schwarz-Weiß-Aufnahmen die gängigen Fotopapiere. Die verwendeten Silberverbindungen sind die Silberhalogenide: Silberbromid, Silberiodid, Silberchlorid und Silber(I)-fluorid.
Die Halogensilberschicht …
- … ist selbst Farbschicht durch eingelagerte Pigmente oder farbgebende Substanzen
  - Albumindruck = Albuminpapier, Albuminkopie, Eiweiß-Entwicklungsprozesse – 1850
  - Argyrotypie
  - Auskopierpapier =Albumindruck, Aristopapier oder Celloidinpapier
  - Ambrotypie (=Nass-Kollodiumpositiv) (= Melanotypie, Amphitypie) – 1851
  - Bromöldruck – 1911
  - Carte-de-visite
  - Daguerreotypie – 1839
  - Gelatineverfahren – 1871
  - Ferrotypie (=Melainotypie, Blechfotografie) – 1856
  - Fluorotypie – 1844
  - Kollodium-Nassplatte = Kollodiumverfahren, ein nasses Collodion-Verfahren – 1851
  - Ozotypie – 1899
  - Ozobromprozess – 1905
  - Pannotypie – 1853
  - Photo-Xylographie (ähnlich Albumindruck)
  - Salzdruck = Kalotypie, Fotogenische Zeichnung, Pencil of Nature
  - Steinheil-Verfahren (Chlorsilberverfahren) – 1839
  - Kalotypie = Gewachstes Papiernegativ – 1841
  - Trockenplatte

- … wird als Farbträger für einen Umdruck verwendet
  - Bromsilberdruck
  - Uvatypie
  - Erwinotypie auch Erwinoverfahren – 1910
  - Reliefdruck
  - Pinatypie (Farbverfahren, weiterentwickelt zu Dye-Transfer und Technicolor)

### Verfahren mit Eisenverbindungen

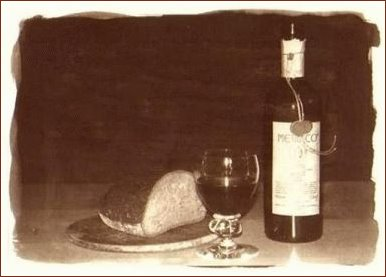
Elmar Ratzkowsky: Brot und Wein, Kallitypie um 2005
Studioaufnahme, digital aufgenommen, als Negativ computertechnisch ausgedruckt und als Kallitypie auf Fabriano Aquarellpapier ausbelichtet.

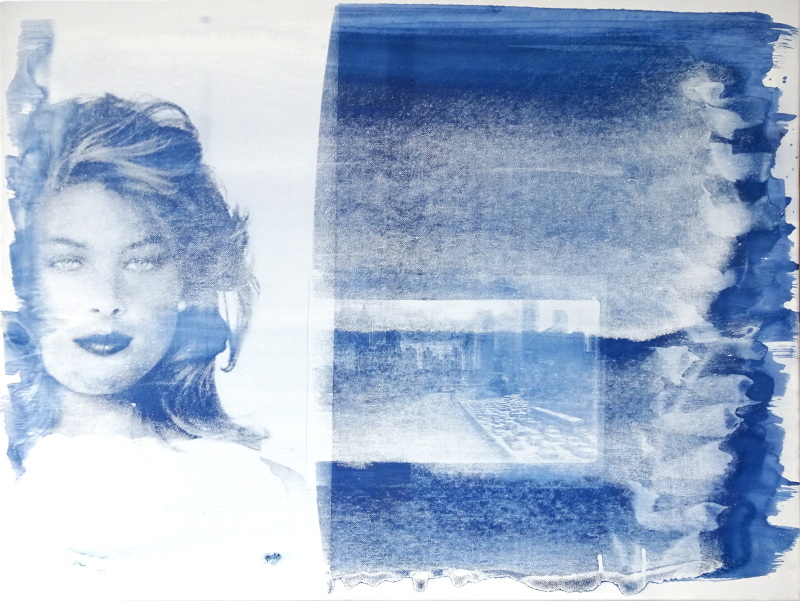
Cyanotypie, Fotobelichtung und Fotogramm auf Leinwand 60 × 100 cm, Wolfgang Autenrieth, 2020

- Cyanotypie = Eisenblaudruck – 1842 von John Herschel entwickelt, verwendet Ammoniumeisen(III)-citrat und Kaliumhexacyanidoferrat(III)

Die Cyanotypie wurde anfangs außer für Blaupausen auch für fotografische Zwecke benutzt, der Blauton war jedoch für die Fotografie nicht besonders beliebt. Das erste Fotobuch überhaupt wurde aus Cyanotypien von Algen durch Anna Atkins hergestellt. Heute erfreut sie sich großer Beliebtheit als Edeldruckverfahren für die Fotografie.
- Kallitypie = Braundruck, Sepiadruck, Vandyke-Verfahren, Argentotypie, Van-Dyke-Braun – 1889

Dies ist ein Cyanotypie-Verfahren, das durch Experimente John Herschels verbessert wurde
- Pellet-Prozess – 1878 von H. Pellet patentiertes Direktpositiv Cyanotypie-Verfahren mit Kaliumhexacyanidoferrat(II)
- Catalysotypie – 1844
- Platin-Palladiumdruck – populär seit ca. 1883 durch Pizighelli/Hübl. Dieses Verfahren gehört zu den Verfahren mit Eisenverbindungen, da die eigentliche lichtempfindliche Substanz ein Eisenoxalat ist.

### (Schwer-)Metall-Verfahren
- Platin-/Palladium-/Gold-/Uran-/Blei-/Lithium-Verfahren

Diese Verfahren sind die edelsten der Edeldruckverfahren. Die Tönungen der Bilder und Halbtöne sind so edel wie das Material.
- Katatypie – 1901
- Chrysotypie – 1842
- Platindruck
- Palladiumdruck – 1870
- Wothlytypie (= Uran-Kollodium Verfahren, Urandruck) – 1864
- Ziatype

### Farbverfahren
- Absaugverfahren
- Autochromverfahren – 1904 , am Markt ab 1907
- Chromotypie – 1843
- Diazotypie
- Joly-Verfahren – 1894/95
- Lippmannverfahren siehe Gabriel Lippmann
- Hydrotypie (Farbstoffübertragungsverfahren) – 1889

### Weitere Edeldruckverfahren
- Anthotypie = Ausbleichverfahren von Pflanzenextrakten
- Anthrakotypie = Staubverfahren
- Autotypie = Halbtonplatte – 1880
- Diavographie
- Fotoglyphische Gravur
- Herschels Atemdruck
- Hydraplatte
- Oskeudruck
- Sublimations- bzw. Transferdruck
- Vitrotypie

## Weitere fotografische Verfahren
- Glasdia
- Kornrasterverfahren
- Linienrasterverfahren
- Granolithographie